# Багратиони, Иоанн Георгиевич
Иоанн Георгиевич Багратиони (16 мая 1768 — 15 февраля 1830) — грузинский писатель и просветитель, второй сын последнего грузинского царя Георгия XII Ираклиевича (1746—1800) от первого брака с княжной Кетеван Андроникашвили (1754—1782).

## Биография
Иоанн Багратиони после присоединения Грузии к Российской империи жил в России.
В конце XVIII века Ираклий II собирался осуществить важные государственные реформы. В то же время наиболее прогрессивные представители феодального общества в Грузии занимались составлением законопроектов коренных преобразований государственного устройства страны. Наибольший интерес представляет передовой для своего времени проект, разработанный Иоанном Багратиони.
Важнейшим условием осуществления своего плана И. Багратиони считал объединение всей Грузии под властью сильного централизованного правительства. Следующим важным условием развития государства он признавал максимальное расширение торговых связей и развитие торговли. Иоанн считал, что государство, заботясь о развитии ремесел, должно в то же время уделять большое внимание горнорудной и другим отраслям промышленности, для расширения которых в Грузии имелось достаточно сырья. Для развития торговли, ремесленного производства и промышленности Грузии нужны были образованные люди, для подготовки которых в городах должны были быть открыты соответствующие школы, в которых обучались бы не только дети тавадов и азнауров, но также дети горожан и крестьян. Школы и учителя должны были содержаться за счёт государства.
Иоанн Багратиони считал необходимым упразднение не только эриставств, но и сатавадо, с тем, чтобы земли сатавадо были распределены между членами семьи тавадов, поскольку Иоанн являлся сторонником развития крупных хозяйств.
По замыслам автора проекта, существенным изменениям должен был подвергнуться государственный аппарат страны: все должностные лица, вместе с ними и царь и царица, должны были получать определенное жалованье. И. Багратиони особо подчеркивал, что в государственный совет нужно тщательно подбирать людей, исходя в первую очередь из их личных качеств, а также включить в совет представителей от зажиточной верхушки городского населения.
Багратиони написал трёхтомную энциклопедию «Калмасоба» (рус. пер. «Хождение по сбору», опубликовано в 1945 г.) (1813—1828, Санкт-Петербург). В этом произведении главный персонаж — монах Иоанн Хелашвили путешествуя по Кавказу и ведя беседы с лицами из разных сословий феодальной Грузии, Армении и России в занимательной форме сообщает читателю знания которые Багратиони почерпнул из современной ему русской и грузинской действительности.
Иоанн Багратиони высмеивал невежество и деспотизм церковных и светских феодалов — главных виновников страданий родины; основной путь к процветанию Грузии Багратиони видел в перевоспитании знати в духе идей Просвещения.
Социальные и философские взгляды Багратиони изложены также в неопубликованных трактатах «Об урегулировании государственного правления» (1799) и «Силы духа» (1824).
Багратиони был горячим сторонником русско-грузинских культурных связей. Он составил русско-грузинский словарь, перевёл с русского на грузинский «Логику» Кондильяка.
В семье Багратионов книга всегда занимала почетное место. В фонде Российской национальной библиотеки с 1880 г. хранится коллекция царевича Иоанна, в которой в том числе хранится первое издание поэмы «Витязь в тигровой шкуре» (1712 г.) с рукописными пометами владельца.

## Семья
В 1787 году Иоанн Георгиевич женился на княжне Кетеван Церетели (1775—1832), дочери князя Зураба Кайхосровича Церетели (1747—1823), от брака с которой имел единственного сына:
- Князь Григорий Багратиони (Григорий Иоаннович Грузинский) (1789—1830), в 1812 году возглавил антироссийское восстание в Кахетии.